# هولوسن
| ردیف                      | مراحل اقلیمی          | طبقه‌بندی گَرده‌ای   | بازه زمانی              |
| ------------------------- | --------------------- | ----------------- | ----------------------- |
| هولوسن                    | زیراطلسی Subatlantic  | X ده              | ۴۵۰ پیش از میلاد تاکنون |
| هولوسن                    | زیراطلسی Subatlantic  | IX نه             | ۴۵۰ پیش از میلاد تاکنون |
| هولوسن                    | زیرشمالگون Subboreal  | VIII هشت          | ۳٫۷۱۰–۴۵۰ پ.م.          |
| هولوسن                    | اطلسی Atlantic        | VII هفت           | ۷٫۲۷۰–۳٫۷۱۰ پ.م.        |
| هولوسن                    | اطلسی Atlantic        | VI شش             | ۷٫۲۷۰–۳٫۷۱۰ پ.م.        |
| هولوسن                    | شمالگون Boreal        | V پنج             | ۸٫۶۹۰–۷٫۲۷۰ پ.م.        |
| هولوسن                    | پیشاشمالگون Preboreal | IV چهار           | ۹٫۶۱۰–۸٫۶۹۰ پ.م.        |
| پلیستوسن                  |                       |                   |                         |
| داغ‌گلی نورس Younger Dryas | III سه                | ۱۰٫۷۳۰–۹٫۷۰۰ پ.م. |                         |

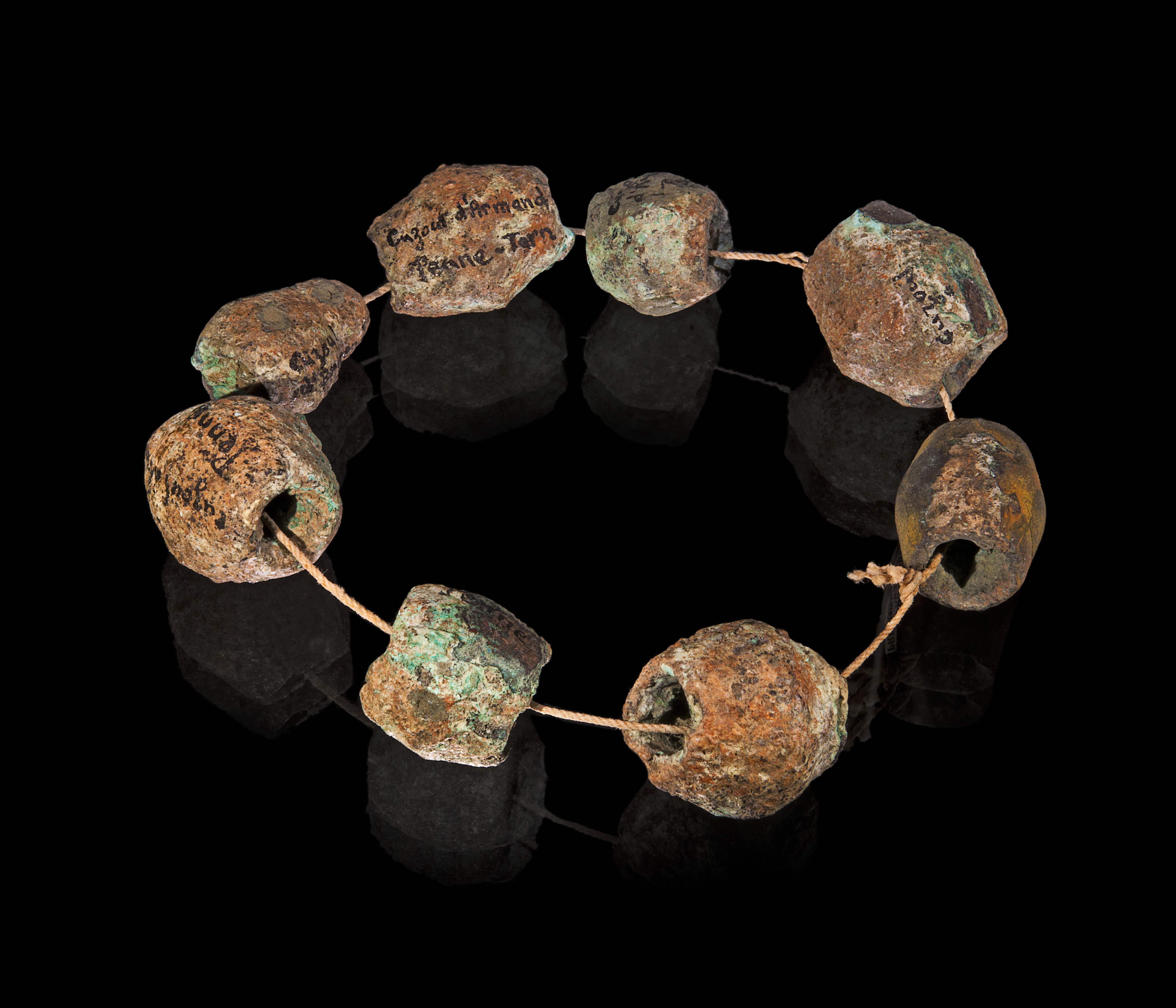
گردنبند متعلق به دوره هولوسن

هولوسن یا هولوسین (به انگلیسی: holocene) نام آخرین دور زمین‌شناسی است که در پایان پلیستوسن شروع و همچنان تا به امروز ادامه دارد. هولوسین بخشی از دوره کواترنری به‌شمار می‌رود.
به عبارت دیگر، نام دور دوم از دوره کواترنری است که ما در همین دور زندگی می‌کنیم. هولوسن از حدود ۱۱۷۰۰ سال پیش شروع شده و هم‌اکنون نیز ادامه دارد.
این دوره پس از تغییرات نور خورشید دریافتی زمین که آب شدن لایه‌های یخ در نیمکره شمالی را به همراه داشت، آغاز شد. دانشمندان معتقدند آب و هوای معتدل دوره هولوسن شرایط لازم برای ظهور تمدن بشری در حدود ۸ هزار سال پیش و حفظ روند پایدار آن را موجب شد که از آن جمله می‌توان به فراهم شدن شرایط برای افزایش تولید مواد غذایی اشاره کرد.
نام هولوسین از یونانی گرفته شده و به معنی «کاملاً نو» است.